# Prawo Verdeta
Prawo Verdeta – kąt skręcenia płaszczyzny polaryzacji światła odznacza się proporcjonalnością do grubości warstwy badanej materii i indukcji magnetycznej:
α = V·d·B
gdzie:
α – kąt skręcenia płaszczyzny polaryzacji
d – grubość warstwy materiału
B – indukcja magnetyczna
V – stała Verdeta
Stałą Verdeta otrzymuje się empirycznie dzięki zjawisku Faradaya. Stała jest zależna od właściwości chemicznych i fizycznych badanych materiałów, np. temperatury lub gęstości.
Jednostką stałej Verdeta jest [rad/(T·m)].
Nazwa prawa oraz stałej pochodzi od francuskiego fizyka Émile'a Verdeta (1824–1866).